# Macrotomoderus latipennis
Macrotomoderus latipennis is een keversoort uit de familie snoerhalskevers (Anthicidae). De wetenschappelijke naam van de soort is voor het eerst geldig gepubliceerd in 1900 door Pic.